# Vanga becgròs
El vanga becgròs(Vanga curvirostris) és una espècie d'ocell de la família dels vàngids (Vangidae) que habita boscos i manglars de les terres baixes de Madagascar.